# الکساندر باده
الکساندر باده (انگلیسی: Alexander Bade؛ زادهٔ ۲۵ اوت ۱۹۷۰) بازیکن فوتبال اهل آلمان است.
از باشگاه‌هایی که در آن بازی کرده‌است می‌توان به باشگاه فوتبال هامبورگ، باشگاه فوتبال بوخوم، باشگاه فوتبال آرمینیا بیله‌فلد، باشگاه فوتبال پادربورن، باشگاه فوتبال اوردینگن ۰۵، باشگاه فوتبال بروسیا دورتموند، و باشگاه فوتبال کلن اشاره کرد.